# Áslaug Arna Sigurbjörnsdóttir
Áslaug Arna Sigurbjörnsdóttir (ur. 30 listopada 1990 w Reykjavíku) – islandzka polityk i prawniczka, posłanka do Althingu, od 2019 do 2024 minister.

## Życiorys
Z wykształcenia prawniczka, studiowała na Uniwersytecie Islandzkim, na którym uzyskała licencjat (2015) i magisterium (2017). Pracowała jako reporterka dziennika „Morgunblaðið”, była też funkcjonariuszką policji i stażystką w firmie prawniczej. Zaangażowała się w działalność polityczną w ramach Partii Niepodległości. Była przewodniczącą jej młodzieżówki w Reykjavíku. Od 2015 do 2019 pełniła funkcję sekretarza swojego ugrupowania.
W 2016 po raz pierwszy została wybrana do Althingu. W wyborach parlamentarnych w 2017, 2021 i 2024 z powodzeniem ubiegała się o poselską reelekcję.
We wrześniu 2019 dołączyła do pierwszego rządu Katrín Jakobsdóttir, obejmując w nim funkcję ministra sprawiedliwości. W listopadzie 2021 w drugim rządzie dotychczasowej premier przeszła na stanowisko ministra nauki, przemysłu i innowacji (od lutego 2022 jako minister szkolnictwa wyższego, przemysłu i innowacji). Pozostała na nim również w utworzonym w kwietniu 2024 rządzie Bjarniego Benediktssona. Zakończyła urzędowanie w grudniu tego samego roku.